# Holoubkov (stacja kolejowa)
Holoubkov – stacja kolejowa w miejscowości Holoubkov, w kraju pilzneńskim, w Czechach. Znajduje się na magistrali kolejowej Praga - Pilzno. Położona jest na wysokości 430 m n.p.m.
Na stacji nie ma możliwości zakupu biletu, a obsługa podróżnych odbywa się w pociągu. 

## Linie kolejowe
- 170 Praha - Beroun - Plzeň - Cheb